# Elsa Beskow
Elsa Beskow (de soltera, Maartman) (Estocolmo, 11 de febrero de 1874-Djursholm, 30 de junio de 1953) fue autora e ilustradora de libros infantiles sueca.
Beskow es la más conocida de los artistas suecos dedicados a los libros infantiles y sus libros son continuamente reeditados. Muchos de sus libros son clásicos. Beskow también ilustró cartillas y cancioneros para las escuelas suecas.
Beskow estudió educación artística en Konstfack, Facultad de arte, artesanía y diseño (llamada entonces Tekniska skolan, ‘la escuela técnica’) en Estocolmo. Se casó con el polifacético Natanael Beskow en 1893. Tuvieron seis hijos, uno de los cuales fue el pintor Bo Beskow.